# Майбутнє Всесвіту, що розширюється
Спостереження показують, що розширення Всесвіту триватиме вічно. Якщо це так, то Всесвіт буде охолоджуватися, і в кінцевому підсумку стане занадто холодним для підтримки життя. З цієї причини, такий сценарій майбутнього називають «Великим замерзанням».
Якщо темна енергія, представлена космологічною константою, буде прискорювати розширення Всесвіту, простір між кластерами галактик зростатиме все більш швидкими темпами. Червоне зміщення розтягне фотони (навіть гамма-випромінювання) до довжин хвиль настільки великих і енергій настільки низьких, що вони перестануть виявлятися. Нові зірки з'являтимуться протягом 1-100 трильйонів років, поки не вичерпають весь газ, необхідний для їх утворення та горіння, і всесвіт буде повільно і невблаганно холоднішати і темнішати. Згідно з гіпотезами, що пророчать розпад протона, зоряні залишки зникнуть, залишивши за собою лише чорні діри, які врешті-решт самі випаруються через випромінювання Гокінга. Зрештою, згідно з другим законом термодинаміки, Всесвіт досягне стану, в якому подальша робота буде неможлива, що призведе до теплової смерті Всесвіту.

## Космологія
Нескінченне розширення не визначає просторової кривини Всесвіту. Всесвіт може бути відкритою (з негативною просторовою кривиною), плоскою або закритою (з позитивною просторовою кривиною) системою. Якщо вона закрита, має бути присутня достатня кількість темної енергії, щоб протидіяти гравітаційному тяжінню матерії та іншим силам, які прагнуть стиснути Всесвіт. Відкритий і плоский Всесвіт буде розширюватися вічно, навіть при відсутності темної енергії.
Спостереження реліктового випромінювання за проєктом Wilkinson Microwave Anisotropy Probe свідчить про те, що Всесвіт є плоским і має значну кількість темної енергії. У цьому випадку Всесвіт повинний продовжувати розширюватися зі швидкістю, що зростає. Прискорене розширення Всесвіту підтверджувалося спостереженнями Наднових в далеких галактиках. Якщо космологічна модель ΛCDM (Модель Лямбда-CDM) вірна, і темна енергія формує космологічну сталу, часове розширення стане експоненціальним і постійно прискорюваним.
Якщо теорія інфляції вірна, Всесвіт пройшов через період, де в перші моменти великого вибуху переважає різної форми темна енергія; але інфляція закінчилася, показавши нам темну матерію в її сьогоднішньому стані. Можливо, стан темної енергії може знову змінитися, в результаті події, яка матиме наслідки, які вкрай важко визначити або передбачити.
У 1970-ті роки майбутнє Всесвіту, що розширюється, досліджували астрофізик Джамал Іслам і фізик Фрімен Дайсон. Не так давно астрофізики Фред Адамс і Грег Лафлін розділили минуле і майбутнє Всесвіту, що розширюється, на 5 епох. Перша ера, початкова — це час у минулому, відразу після Великого вибуху, коли зорі ще не сформувалися. Друга, ера утворення зір, включає в себе сьогоднішній день і всі зорі і галактики, які ми спостерігаємо. Це час, протягом якого зорі формуються з хмар газу, що колапсує. У наступну епоху, виродження, зорі будуть вигоряти, залишаючи за собою білі карлики, нейтронні зорі і чорні діри. В епоху Чорних дір білі карлики, нейтронні зорі та інші дрібніші астрономічні об'єкти будуть знищені протонним розпадом, залишивши тільки чорні діри. Нарешті, в темну епоху, навіть чорні діри зникнуть, залишивши за собою лише вироджений газ з фотонів і лептонів.
Хронологія яка є нижче, припускає прискорене розширення Всесвіту. Якщо Всесвіт почне стискатися, наступні події на часовій шкалі можуть і не відбутися, оскільки Велике стискання призведе Всесвіт у гарячий і густий стан на зразок того, що було після Великого вибуху.

## Хронологія процесу

### Ера утворення зір
10 6 (1млн) років — 10 14 (100 трл) років після Великого вибуху 
Вік спостережуваного Всесвіту в даний час приблизно 1,38 × 10 10 (13,8 млд) років. Приблизно через 155 млн років після Великого вибуху сформувалися перші зорі. Це відбувалося в результаті стиснення невеликих і густих ділянок холодних молекулярних хмар водню. Спочатку через гравітаційне стискання формувалися гарячі і яскраві протозірки. Після тривалого стиснення температура в їхніх центрах стрімко зростала до межі, достатньої для початку термоядерного синтезу водню.
Зорі, маса яких була дуже низькою, зрештою виснажать свої запаси водню, здатного до синтезу, стаючи гелієвими білими карликами. Зорі малої і середньої ваги викинуть частину своєї маси у вигляді планетарних туманностей і врешті-решт теж стануть білими карликами; більш масивні зорі будуть вибухати в наднові, залишивши після себе нейтронні зірки або чорні діри. Так чи інакше, хоча деяка частина зоряної речовини може повернутися в міжзоряне середовище, вироджений зоряний залишок так і буде на місці. Таким чином, запаси газу для зореутворення будуть виснажуватися.

#### Галактики Чумацький шлях і Галактика Андромеди зливаються в одну
Через 5 млрд років (18,7 млрд років після Великого вибуху) 
Галактика Андромеди в даний час знаходиться приблизно в 2,5 мільйонах світлових років від нашої Галактики, і вони рухаються назустріч одна одній приблизно з швидкістю 300 кілометрів на секунду. Приблизно через 5 млрд років, або 19 млрд років після Великого вибуху, Чумацький шлях і Андромеда зіллються в одну велику галактику. У 2012 році на підставі даних з космічного телескопа «Габбл» було підтверджено, що зіткнення точно відбудеться.

#### Злиття Місцевої групи галактик і Надскупчення Діви
10  11  (100 млд) — 10  12  (1000 млд) років 
Галактики в місцевій групі скупчення галактик, які включають в себе Чумацький шлях і Галактику Андромеди, є гравітаційно пов'язаними одна з одною. Очікується, що через 100 млрд — 1 трлн років, їх орбіти зруйнуються і вся Місцева група зіллється в одну велику галактику.
Якщо припустити, що темна енергія змушує Всесвіт розширюватися з прискоренням, то приблизно через 150 млрд років всі галактики за межами Місцевої групи вийдуть за космологічний горизонт. Місцева група перестане взаємодіяти з іншими суперкластерами. Спостерігач в Місцевій групі фактично перестане бачити далекі галактики і зорі, а також події, після 150 млрд років від місцевого часу. Тому теоретично, після 150 млрд років міжгалактичні транспортування і зв'язок стануть неможливими.

#### Галактики за межами місцевогоНадскупчення Дівибільше не виявляються
Через 2 × 10  12  (2 трл) років 
Приблизно через 2 трлн років, всі галактики за межами місцевого Надскупчення перестануть бути спостережуваними в будь-якому діапазоні.

### Ера виродження
10  14  (100 трл) — 10  40  років 
Приблизно через 100 трлн років від сьогоднішнього моменту, формування зірок припиниться, залишивши лише пил білих карликів і нейтронних зірок. Цей період буде останнім, перед початком глобального розпаду.

#### Припинення утворення зір
Через 10  14  (100 трл) років
Згідно з оцінкою приблизно через 100 трлн років або менше, припиниться утворення зір. Найменш масивні зорі найдовше будуть випалювати своє водневе паливо. Таким чином, найбільш живучі зорі у Всесвіті — це маломасивні червоні карлики, з масою близько 0.08 мас сонця, які мають час життя до 10 трлн років. Це, порівняно з протяжністю часу, за якого відбулося формування зірок. Одного разу утворення зір закінчиться і найменш масивні червоні карлики витратять своє паливо, припиниться ядерний синтез в їх ядрах . Вони охолонуть і стануть білими карликами. Залишаться тільки об'єкти, з масою менше 0.08 мас сонця, і вироджені залишки; білі карлики, нейтронні зорі і чорні діри, припиниться світність зірок з початковими масами більше 8 мас сонця. Більша частина цих об'єктів, приблизно 90%, буде у вигляді білих карликів. За відсутності будь-яких джерел енергії, ці всі тіла будуть охолоджуватися і тьмяніти.
Після того, як догорить остання зірка, всесвіт стане дуже темним. Одним із способів, яким можна освітити Всесвіт, це якщо зіллються дві вуглецево-кисневих білих карлика із загальною масою більших, ніж межа Чандрасекара — близько 1,4 сонячної маси. В об'єкті спалахне термоядерний синтез, потім відбудеться перетворення в Наднову яка зможе освітлювати всесвіт протягом декількох тижнів. Якщо загальна маса не перевищує межу Чандрасекара, але більша, ніж мінімальна маса для плавлення вуглецю (близько 0,9 мас сонця), то це може запалити вуглецеву зорю з терміном життя 1 млн років. Крім того, якщо зіткнуться два гелієвих білих карлика з сумарною масою не менше 0,3 мас сонця, може запалитися зірка з терміном життя в кілька сотень мільярдів років. Нарешті, якщо зіткнуться коричневі карлики, може з'явиться червоний карлик і існувати протягом 10 трлн років.

#### Розліт планет із своїх орбіт і зіткнення з іншими зірками
Через 10  15  (1 квадрильйон) років
З часом планети покинуть свої орбіти через гравітаційні збурення, викликані залишками інших зірок і галактик, а також зіткненнями з ними.

#### Зоряні залишки покидають галактики і перетворюються на чорні діри
1019 — 1020 (10 — 100 квінтильйонів) років
Протягом великої кількості часу всі тіла у всесвіті обмінюватимуться кінетичною енергією, що призведе до динамічної релаксації, згідно розподілу Максвелла-Больцмана. У стані динамічної релаксації можуть протікати або близькі контакти двох зірок, або слабкіші, проте більш часті віддалені взаємодії. Наприклад, при зіткненні двох коричневих карликів, їх траєкторії незначно зміняться. Після великої кількості зіткнень, легкі об'єкти придбають кінетичну енергію, в той час як більш важкі втратять її.
Через динамічну релаксацію, деякі об'єкти отримають достатню кількість енергії, щоб досягти швидкості покидання галактик, через це галактики будуть розпадатися. Потім процес буде прискорюватися. Зрештою більшість об'єктів (90% — 99%) покине галактики, залишивши невелику частину (може бути від 1% до 10%), яка в свою чергу потраплять в центр надмасивних чорних дір галактик.

#### Початок розпаду нуклонів
Через 10  34  років
Подальша еволюція Всесвіту залежить від наявності та швидкості протонного розпаду. Експериментальні дані показують, що якщо протон нестабільний, то його напіврозпад становить, принаймні, 1034 років. Якщо яка-небудь з Теорій Великого Об'єднання вірна, то можна припускати, що період напіврозпаду протона знаходиться в межах 1041 років.
Якщо буде доведено, що протон з часом не розпадається на частини, то зоряна маса як і раніше буде зникати, але більш повільно. Це одна з проблем сучасної космології.
У наведеній хронології передбачається що період піврозпаду протона приблизно 1037 років. Це означає, що після 1037 року, половина всієї баріонної матерії буде перетворена в гамма-кванти і лептони, за допомогою протонного розпаду.

#### Всі нуклони розпалися
Через 10  40  років
Враховуючи передбачуваний період піврозпаду протона, нуклони (протони і нейтрони) розпадуться через 10  40  років. У всьому всесвіту до кінця епохи розпаду, кількість протонів становитиме 10  80  , і вона буде постійно зменшуватися. Фактично, вся баріонна матерія буде замінена фотонами і лептонами. Деякі моделі передбачають формування стабільних атомів з діаметром,[що?] близько 1085 св. років,[що?] і що все це, у свою чергу, призведе до розпаду протягом 10  141  років.[джерело?]

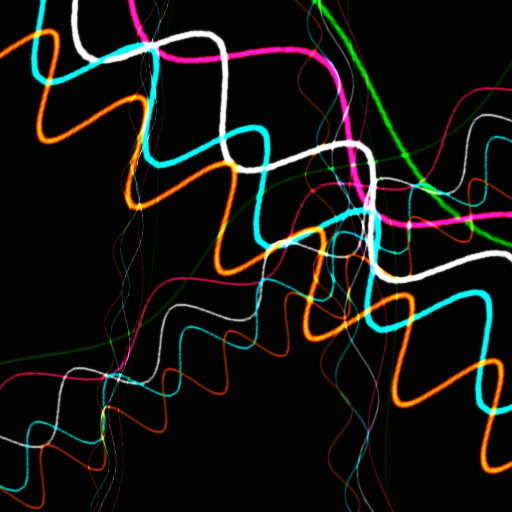
Випаровування фотона — одинокого короля Всесвіту, останньої частинки з надмасивних чорних дір.

### Ера чорних дір
1040 років − 10100 років
Через 1040 років у Всесвіті будуть домінувати чорні діри. Вони будуть повільно випаровуватися через випромінювання Гокінга. Чорна діра з масою близько однієї маси Сонця зникне приблизно за 2 × 1066 років. Час життя чорної діри пропорційний кубу її маси, тобто чим масивніша діра, тим довше вона буде розпадатися. Надмасивна чорна діра з масою 1011 (100 млрд) мас сонця випарується приблизно 2 × 1099 років.
Випромінювання Гокінга має тепловий спектр. Протягом всієї тривалості життя випромінювання має низьку температуру, в основному, у вигляді безмасових частинок, таких як фотони і гіпотетичні Гравітони. Зі зменшенням маси чорної діри, її температура буде підвищуватися, наблизившись до сонячної, коли маса чорної діри знизиться до 1019 кг. Діра стане тимчасовим джерелом світла. На останніх етапах випаровування чорні діри будуть випускати не тільки безмасові, але й більш важкі частинки, такі як електрони, позитрони, протони і антипротони .

#### Якщо протони не розпадаються за сценарієм
У випадку, якщо протон не розпадається, як описано вище, ера виродження триватиме довше, і буде перекривати еру чорних дір. До терміну в 1065 років, мабуть, тверді об'єкти, такі як скелі і метеорити зможуть перебудувати свої атоми і молекули за допомогою квантового тунелювання, і стануть поводитися як рідини, але взаємодіючи більш повільно. Однак протони раніше будуть знищуватися, за допомогою процесів за участю віртуальних чорних дір, або інших процесів, з періодом піврозпаду близькому до 10200 років. Наприклад, в рамках стандартної моделі, групи з 2 або більше нуклонів теоретично нестабільні, тому що хіральна аномалія призводить до процесів, які змінюють баріонні числа, кратні 3.